# Boreoheptagyia monticola
Boreoheptagyia monticola är en tvåvingeart som först beskrevs av Serra-tosio 1964.  Boreoheptagyia monticola ingår i släktet Boreoheptagyia och familjen fjädermyggor. Inga underarter finns listade i Catalogue of Life.